# Musée polonais d'Amérique
Le musée polonais d'Amérique (en anglais : Polish Museum of America, en polonais : Muzeum Polskie w Ameryce) est un musée situé à Chicago, dans l'Illinois. Sa mission est de « recueillir, de conserver et de présenter des contenus historiques  ayant trait à la Pologne ».

## Histoire
Le musée a ouvert en 1935 à Chicago au nord ouest du Loop.